# سمايلي بيرنيت
ليستر ألفين بيرنيت (بالإنجليزية: Smiley Burnette) Lester Alvin Burnett (ولد في 18 مارس 1911 – ومات في 16 فبراير 1967) اشتهر باسم سمايلي بيرنيت Smiley Burnette، كان عازف موسيقى ريفية أمريكي، وممثل كوميدي في أفلام الغرب الأمريكي وكذلك ممثل في الإذاعة والتلفاز.
كما كان كاتب أغاني غزير الإنتاج.

## روابط خارجية
- سمايلي بيرنيت على موقع IMDb (الإنجليزية)
- سمايلي بيرنيت على موقع ألو سيني (الفرنسية)
- سمايلي بيرنيت على موقع ميوزك برينز (الإنجليزية)
- سمايلي بيرنيت على موقع أول موفي (الإنجليزية)
- سمايلي بيرنيت على موقع قاعدة بيانات الأفلام السويدية (السويدية)
- سمايلي بيرنيت على موقع إن إن دي بي (الإنجليزية)
- سمايلي بيرنيت على موقع أول ميوزيك (الإنجليزية)
- سمايلي بيرنيت على موقع ديسكوغز (الإنجليزية)
- سمايلي بيرنيت على موقع قاعدة بيانات الفيلم (الإنجليزية)
- سمايلي بيرنيت على موقع كينوبويسك (الروسية)